# Pulseira de néon

1. Uma cápsula de plástico envolve o luminol e a ampola de vidro.
2. Uma ampola de vidro envolve a água oxigenada.
3. Solução de luminol e algum corante.
4. A dobra da pulseira quebra a ampola de vidro a as duas soluções reagem.
5. Durante a reação a pulseira começa a brilhar.

Uma pulseira de neon, pulseira de neônio (português brasileiro) ou pulseira de néon, pulseira luminosa (português europeu) é um tipo de pulseira dada em festas. Esse tipo de pulseira é feito de plástico.

## Funcionamento
As pulseiras de neon são compostas por uma ampola de vidro cheia de água oxigenada, envolta por uma bastão de plástico cheio de luminol. Quando a pulseirinha é dobrada, você está quebrando a ampola de vidro e misturando as duas soluções. Quando o luminol entra em contato com a água oxigenada, ele começa a oxidar e a emitir luz num processo de quimioluminescência, onde luz é emitida sem a emissão de calor.
O tempo de brilho da pulseira de neon varia de 4 a 6 horas, porém depende também das condições do local. Em um local com alta temperatura, a pulseira brilha forte e por pouco tempo. Já em um local frio, ela tem pouco brilho e dura mais tempo.
Uma vez iniciada a reação química das soluções em seu interior, a pulseira não “desliga” mais, pois a reação continua até se esgotar e parar de emitir luz. Existem pessoas que acreditam que deixar a pulseira dentro da geladeira fará com que ela brilhe novamente, mas isso não é verdade, a única coisa que acontece é que você estará retardando a reação, e não recarregando a pulseira.
As pulseiras de neon são encontradas em lojas que vendem artigos para festas e são usadas nos mais variados eventos, para alegrar a pista de dança. O mesmo mecanismo é empregado na fabricação de bastões de plástico luminosos (ou "lightstick"), muito utilizado como sinalizadores em ambientes externos durante a noite.